# سیارک ۹۷۸۳
سیارک ۹۷۸۳ (به انگلیسی: 9783 Tensho-kan، نامگذاری:1994YD1) نه هزار و هفتصد و هشتاد و سومین سیارک کشف شده‌است که در ۲۸ دسامبر ۱۹۹۴ کشف شد.
قدر مطلق سیارک برابر ۲۳.۴ است.